# کهکشان ستاره‌فشان
کهکشان ستاره فشان، (به انگلیسی: Starburst galaxy) کهکشانی است که در مقایسه با نرخ تشکیل متعارف ستارگان در بیشتر کهکشان‌ها نرخ بالایی از فرایند تشکیل ستارگان  را دارد. کهکشان‌های که به عنوان ستاره فشان رصد می‌شوند اغلب در کهکشان‌هایی است که با کهکشان‌های دیگر  تصادف یا برخورد نزدیک داشته‌اند.

در یک تعریف می‌توان آن‌ها را کهکشانهایی دانست که آهنگ تولید ستاره‌ای کلی آن‌ها با عمر جهان(بر اساس قانون هابل) مطابقت ندارد. البته این معیار  خیلی کلی است و کهکشان‌های مارپیچی که هسته آن‌ها دارای خطوط نشری از نوع هیدروژن دوباریونیده(HII) می‌باشد و کهکشان‌های کوتوله دارای فرایند تولید ستاره را هم در برمی گیرد.

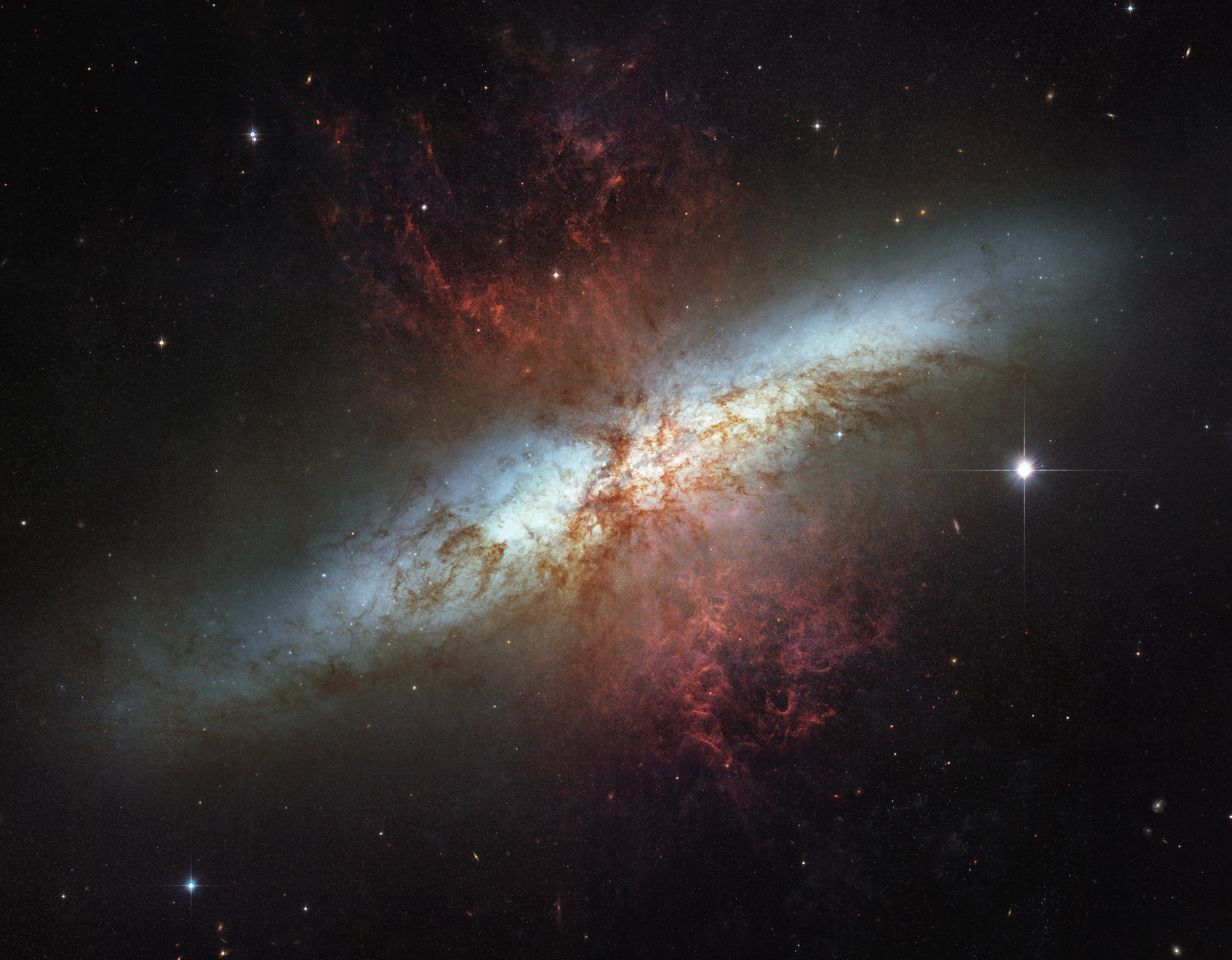
M82 در صورت فلکی دب‌اکبر، یک کهکشان انفجارستاره‌ای

کهکشان‌های انفجارستاره‌ای (Starburst galaxy) نور فروسرخ و امواج رادیویی را در مقادیری بیشتر از حد معمول منتشر می‌کنند. این کهکشان‌ها زمانی که مطالعۀ آسمان با تلسکوپ‌های فروسرخ صورت پذیرفت، آشکار شدند. یک نمونه نزدیک M82 است که با فاصلۀ ۱۲ میلیون سال نوری در صورت فلکی دب‌اکبر قرار دارد. به نظر می‌رسد که گذر از کنار M81، همسایه آن در فضا، باعث شده که ستارگان به‌صورت انفجاری و سریع شکل بگیرند. تابش ستاره‌های جوان، غبار موجود در کهکشان را داغ کرده، نور فروسرخ تولید می‌کند. در برخی موارد، زمانی که غبار کمتر است، نور فرابنفش ستاره‌های بسیار داغ نیز دیده می‌شود. نواحی HII در جاهایی که ستارگان در حال شکل‌گیری هستند، امواجی قدرتمند در ناحیه رادیویی طیف تابش می‌نمایند و بدین ترتیب به تابش رادیویی تقویت‌شده  کمک می‌کنند. در میان ستاره‌هایی که زاده می‌شوند، تعداد کمی ستاره بسیار پرجرم نیز وجود دارد. این ستارگان به‌سرعت متحول شده، با انفجار ابرنواختری چشم‌نوازی به عمر خود پایان می‌دهند. این انفجارات، با شتاب بخشیدن به الکترون‌ها تا سرعت‌هایی نزدیک نور، تابش رادیویی بیشتری را باعث می‌شوند. در قلب M82، جایی که به دلیل خطوط غلیظ غبار از دید تلسکوپ‌های نوری پنهان مانده‌است، تلسکوپ‌های رادیویی توانسته‌اند بقایای بیش از ۵۰ ابرنواختر را شناسایی کنند. با استفاده از آرایه‌ای از تلسکوپ‌هایی که از یک سوی اروپا به سوی دیگر امتداد دارد، برخی از این ابرنواخترها عکس‌برداری شده‌اند. ستاره‌شناسان، با مقایسه عکس‌های گرفته شده در سال‌های ۱۹۸۶ و ۱۹۹۷، دریافتند که پوسته‌های گاز با سرعتی نزدیک به ۲۰۰۰۰ کیلومتر بر ثانیه در حال انبساط هستند. جوان‌ترین ابرنواختر ۳۵ سال پیش منفجر شد (سال نوشتن کتاب ۲۰۰۸است)، اما در پشت پرده‌ای از غبار مخفی ماند و هرگز با تلسکوپ‌های نوری دیده نشد.
طیف هسته این کهکشانها علاوه بر دارا بودن خطوط نور مرئی و ماوراءبنفش که نشانه  مناطق تولید ستاره‌ای است در مقایسه با کهکشانهای معمولی با مورفولوژی مشابه در ناحیه متوسط و دور مادون قرمز نیز دارای تابش قابل توجه‌است.

## نگارخانه

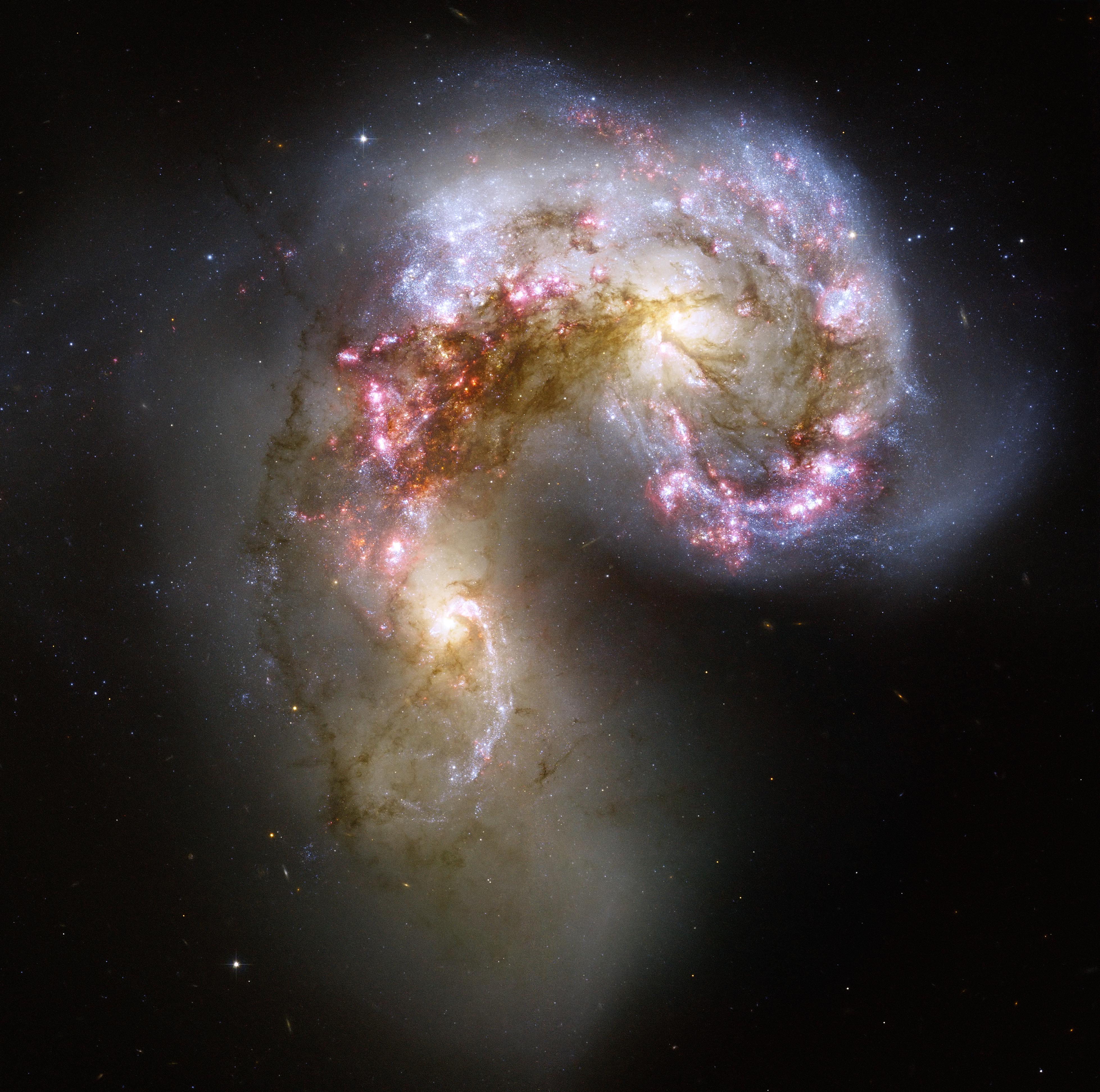
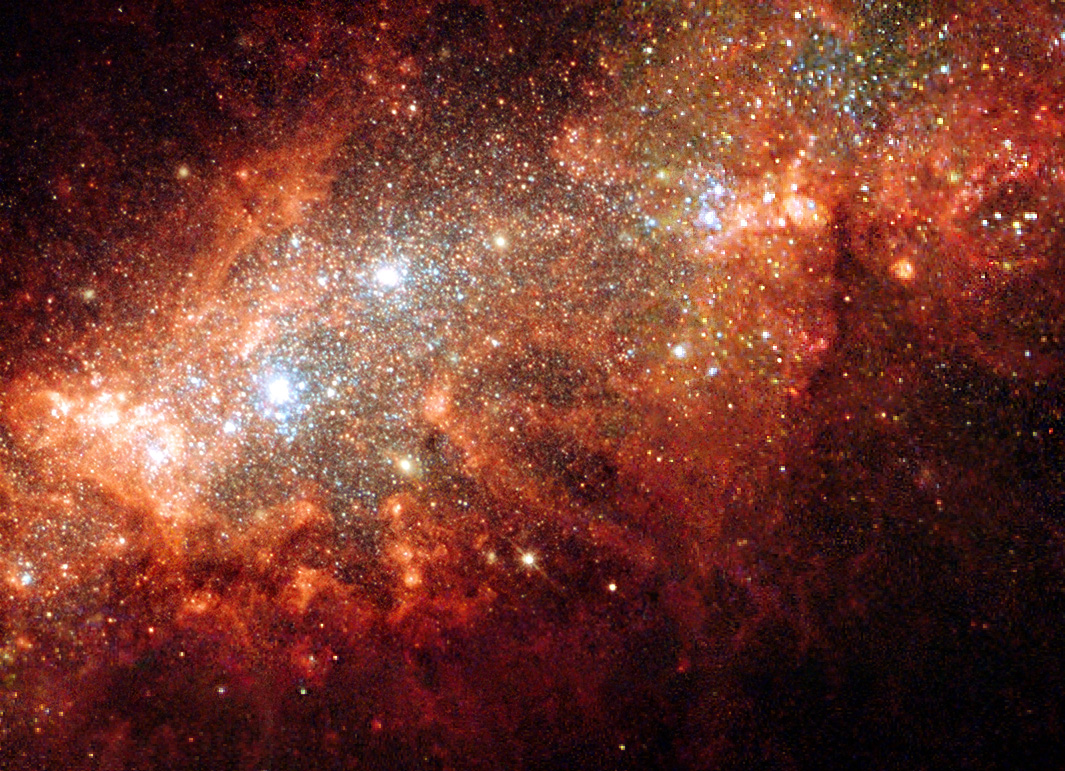
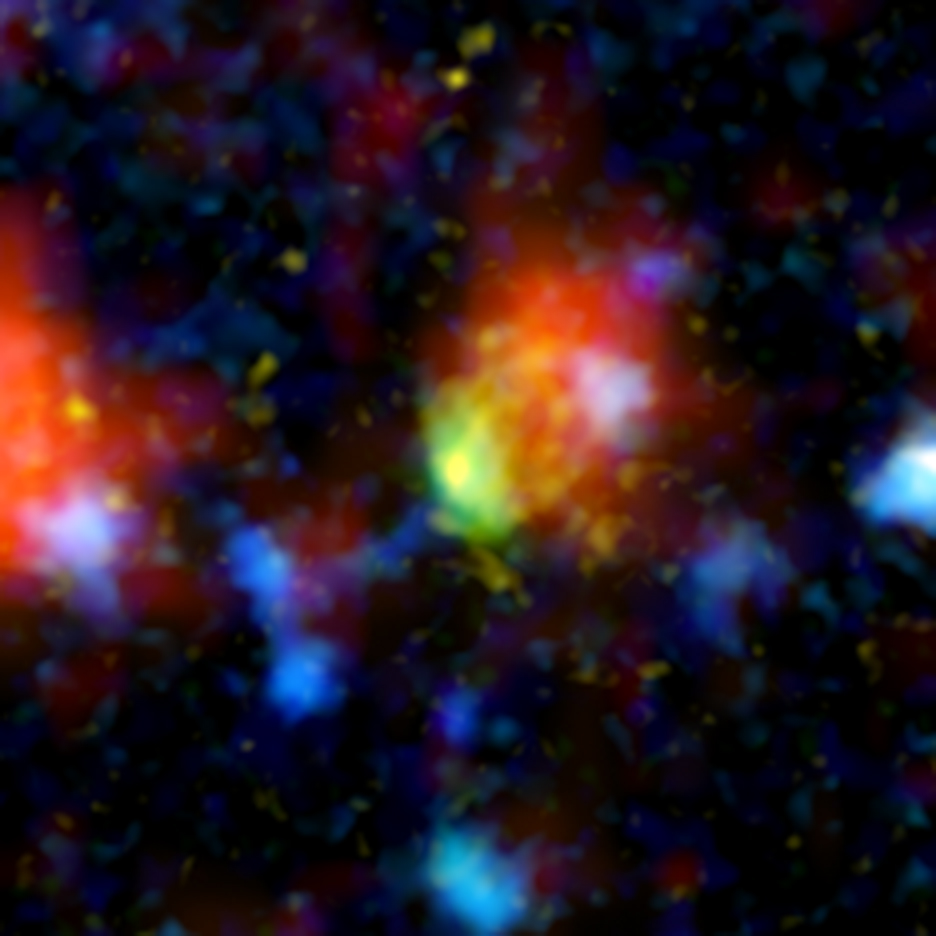